# Roger de Varadin
Roger de Varadin ou Ruggero di Puglia (fl. 1242), chanoine de Varadin (aujourd’hui Oradea), puis archevêque de Spalato (aujourd'hui Split).
Il fut témoin des destructions que les Tartares commirent, sous les ordres de Subötaï et Batu, lors de l’invasion de la Hongrie en 1241-1242, du temps du roi Béla IV.
Il a composé en 1242 un poème historique sur ces ravages : Miserabile carmen seu historia super destructione regni Hungaria temporibus Bela IV régis per Tartaros.